# The Slip
| 전문가 평가          | 전문가 평가 |
| 총 점수              | 총 점수     |
| 출처                 | 점수        |
| -------------------- | ----------- |
| 메타크리틱           | 78/100      |
| 평가 점수            |             |
| 출처                 | 점수        |
| AllMusic             | [ 4 ]       |
| The A.V. Club        | B           |
| Blender              | [ 6 ]       |
| Consequence of Sound | [ 7 ]       |
| The Irish Times      | [ 8 ]       |
| NME                  | 7/10        |
| Pitchfork            | 7.5/10      |
| PopMatters           | 7/10        |
| Rolling Stone        | [ 12 ]      |
| Spin                 | [ 13 ]      |

《The Slip》은 2008년 5월 5일에 발매된 미국의 인더스트리얼 록 밴드 나인 인치 네일스의 일곱 번째 스튜디오 음반으로, 나인 인치 네일스 웹사이트에서 디지털로, 널 코퍼레이션에서 7월 22일에 CD로 발매되었다. 이 음반은 두 달 전에 발매된 그들의 여섯 번째 음반 《Ghosts I–IV》에 이어 2008년 두 번째 발매였다. 이 음반은 프론트맨 트렌트 레즈너가 공동 작업자 애티커스 로스와 앨런 몰더와 함께 프로듀싱했다.
원래 EP가 될 예정이었지만 나중에 정규 음반으로 확장되었다. 녹음은 3주에 걸쳐 이루어졌으며, 레즈너는 단순히 "차고 전자 장치"라고 설명한다. 《Ghosts》와 마찬가지로 이 음반은 밴드의 웹사이트를 통해 크리에이티브 커먼즈(BY-NC-SA) 라이선스로 무료로 발매되었으며, 두 달 후에 한정판 실물 버전이 발매되었다. 이 음반의 유일한 싱글인 〈Discipline〉은 몰더가 마스터한 지 24시간이 채 지나지 않아 레즈너가 라디오 방송국에 배포했다.
《The Slip》은 비평가들로부터 호평을 받았으며, 특히 제작과 이례적인 발매 방법에 대한 찬사를 받았다. 디지털 발매는 거의 200만 번 다운로드 된 반면, 음반은 빌보드 200에서 13위에 올랐다.

## 배경 및 녹음
나인 인치 네일스의 프론트맨 트렌트 레즈너는 2007년 밴드가 인터스코프 레코드와의 계약상의 의무를 완수했으며 더 이상 회사와 함께 일하지 않을 것이라고 발표했다. 레즈너는 또한 나인 인치 네일스가 미래의 자료를 독립적으로 배포할 것 같다고 밝혔다. 발표 이후, 나인 인치 네일스는 2008년 3월 레즈너의 독립 레이블인 널 코퍼레이션에서 36트랙의 기악 음반 《Ghosts I-IV》를 발매했다.
레즈너는 《Ghosts》의 발매 직후 다시 작업을 했고, 한 달간의 작업 끝에 트렌트 레즈너의 자택 스튜디오에서 3주간의 스튜디오 타임으로 《The Slip》을 녹음했다. 이 음반은 애티커스 로스가 엔지니어링하고 앨런 몰더가 믹싱했으며, 둘 다 레즈너와 공동 프로듀싱했다. 이 음반은 원래 EP로 제작되었다. 일부 기악 연주는 NIN 라이브 밴드 멤버인 조시 프리스, 로빈 핀크, 알레산드로 코르티니가 작곡에 참여하지는 않았지만, 그들의 기여는 완전한 곡 녹음보다는 작은 부분에 국한되었다. 레즈너는 음반의 첫 번째이자 유일한 싱글인 〈Discipline〉을 녹음하는 동안 보냈고, 음반의 나머지 부분이 완성되기 전에, 그리고 트랙이 마스터된 지 24시간도 채 되지 않아 라디오 방송국으로 갔다. 레즈너에 따르면 트랙 목록과 가사는 수요일에, 마지막 믹스와 음반 순서는 목요일에, 마스터링은 금요일에, 커버 아트는 토요일에, 음반은 5월 5일 일요일에 발매되었다. 레즈너는 "이전에는 할 수 없었던 재미가 있었다"라고 말하며 빠른 반전을 돌아봤다.

## 커버 아트
이전 세 장의 나인 인치 네일스 스튜디오 음반인 《Ghosts I–IV》 (2008년), 《Year Zero》 (2007년), 《With Teeth》 (2005년)에서 그랬던 것처럼, 롭 셰리단은 레즈너와 공동으로 이 음반의 아트 디렉터를 맡았다. 다운로드 가능한 버전의 《The Slip》은 라이너 노트와 커버 아트가 포함된 PDF와 함께 제공된다. 《Ghosts I-IV》처럼, 이 음반의 각 트랙은 회색 배경에 주로 기하학적 패턴으로 구성된 고유한 그래픽 이미지가 동반된다.

## 상업적 성과
온라인 발매 한 달 반 후, 《The Slip》은 공식 나인 인치 네일스 웹사이트에서 140만 번 다운로드 되었다. 이 음반의 실물 발매는 첫 주에 29,000장이 팔리며 미국 빌보드 200에서 13위로 데뷔했다. 2013년 5월 현재, 이 음반은 미국에서 112,000장이 팔렸다. 이 음반은 또한 캐나다 음반 차트 12위, ARIA 차트 22위, 영국 음반 차트 25위를 포함하여 국제적으로 차트에 올랐다.

## 곡 목록
모든 곡들은 트렌트 레즈너에 의해 작사/작곡하였다.
| #   | 제목                                | 재생 시간 |
| --- | ----------------------------------- | --------- |
| 1.  | 〈999,999〉                         | 1:25      |
| 2.  | 〈1,000,000〉                       | 3:56      |
| 3.  | 〈Letting You〉                     | 3:49      |
| 4.  | 〈Discipline〉                      | 4:19      |
| 5.  | 〈Echoplex〉                        | 4:45      |
| 6.  | 〈Head Down〉                       | 4:55      |
| 7.  | 〈Lights in the Sky〉               | 3:29      |
| 8.  | 〈Corona Radiata (기악)〉           | 7:33      |
| 9.  | 〈The Four of Us Are Dying (기악)〉 | 4:37      |
| 10. | 〈Demon Seed〉                      | 4:59      |